# Цовдри
Цовдри — урочище на території Тлумацької міської громади Івано-Франківського району Івано-Франківської області, на південний схід від села Грушка, між селами Пужники, Озеряни та Хотимир.
Площа — 7,8 га, статус заповідного урочища отриманий у 1993 році.

## Корисні копалини
Територія урочища багата на вапняки.
10 червня 2010 року о 10 годині біля урочища Цовдри відбулося символічне підняття першого ковша з копальні, що ознаменувало відкриття кар'єру, де видобувають гіпс. Там є величезні запаси гіпсу, з перспективою видобутку на 60 років. У наш час[коли?] уже розроблено екологічні карти, отримано ліцензію та проведено геологорозвідувальні роботи, затверджено запаси корисних копалин.